# Acalypha forbesii
Acalypha forbesii är en törelväxtart som beskrevs av Spencer Le Marchant Moore. Acalypha forbesii ingår i släktet akalyfor, och familjen törelväxter. Inga underarter finns listade i Catalogue of Life.